# 马尔克
马尔克（法語：Marques，法語發音：[maʁk]）是法国滨海塞纳省的一个市镇，属于迪耶普区。

## 地理
马尔克（49°47'2"N, 1°41'21"E）面积13.05 平方千米，位于法国诺曼底大区滨海塞纳省，该省份为法国北部沿海省份，其西部及北部濒大西洋英吉利海峡，东起顺时针与索姆省、瓦兹省、厄尔省和卡爾瓦多斯省接壤。
与马尔克接壤的市镇（或旧市镇、城区）包括：欧贝吉蒙、埃勒库尔、欧德里库尔、尼勒蒙、里什蒙。

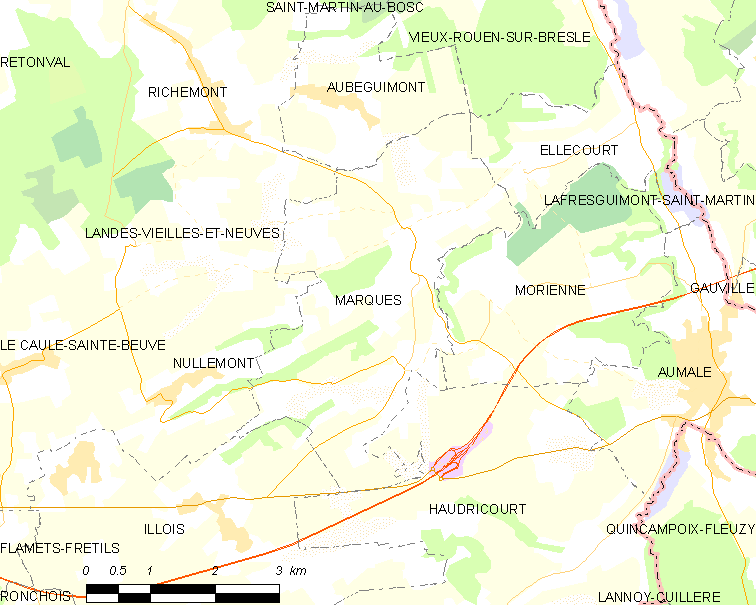
马尔克的OSM定位图

马尔克的时区为UTC+01:00、UTC+02:00（夏令时）。

## 行政
马尔克的邮政编码为76390，INSEE市镇编码为76411。

## 政治
马尔克所属的省级选区为布赖地区古尔奈县。

## 人口

1962-2008年间马尔克人口变化图示

马尔克于2022年1月1日时的人口数量为236人。